# Eutelia polychordella
Eutelia polychordella är en fjärilsart som beskrevs av Embrik Strand 1917. Eutelia polychordella ingår i släktet Eutelia och familjen nattflyn. Inga underarter finns listade i Catalogue of Life.